# Rally de La Nucía-Mediterráneo de 2022
El Rally de La Nucía-Mediterráneo de 2022 fue la 28º edición y la séptima ronda de la temporada 2022 del Súper Campeonato de España de Rally. Se celebró el 3 de noviembre, 4 de noviembre y 5 de noviembre y contó con un itinerario de nueve tramos que sumaban un total de 153,98 km cronometrados. Fue también puntuable para el European Rally Trophy, campeonato de la Comunidad Valenciana, la Iberian Rally Trophy, la Beca Júnior R2, la Clio Trophy Spain y la Copa Dacia Sandero.
Cuatro pilotos llegaron a esta cita con opciones de proclamarse campeón del Súper Campeonato de España: Pepe López, Efrén Llarena, Alejandro Cachón y Surhayen Pernía. El favorito era Pepe López que se encontraba al frente de la clasificación general del campeonato de pilotos con 166 puntos frente a los 154 de Llarena segundo clasificado y tan solo un punto por detrás de este, Alejandro Cachón ganador de las dos últimas pruebas del campeonato. El cuarto piloto con opciones y ganador del rally el año anterior era Pernía que contaba con 145 puntos. 
La prueba arrancó el jueves día 3 a las 15:30 con la celebración del shakedown y posteriormente el tramo de calificación que estableció el orden de salida ubicado entre Bolulla y Tárbena, trazado que llegó a formar parte del campeonato de España de montaña. La ceremonia de salida se celebró a las puertas del Palacio Provincial luego de dos años de ausencia debido a la pandemia del COVID-19.
La prueba se disputó con buen clima donde López no concedió opciones a sus rivales y lideró la prueba de principio a fin adjudicándose su tercera victoria de la temporada. Segundo fue Llarena a casi un minuto de Pepe y tercero Alberto Monarri. Iván Ares sufrió varios problemas mecánicos y solo pudo sumar un punto en el Power Stage mientras que Pernía tuvo que abandonar a falta de dos tramos por terminar, también por problemas mecánicos. El segundo puesto de Llarena impidió a Pepe proclarmarse campeón de España matemáticamente pero si se decidió el título de marcas gracias al quinto puesto de Francisco Antonio Pacheco que daba a Hyundai su segundo alirón.
La siguiente cita puntuable fue el Rally Villa de Adeje los días 26 de noviembre y 27 de noviembre.

## Itinerario
| Día   | Tramo         | Nombre             | Distancia | Hora          | Ganador          | Tiempo  | Líder      |
| Día 1 |               |                    |           |               |                  |         |            |
| ----- | ------------- | ------------------ | --------- | ------------- | ---------------- | ------- | ---------- |
| Día 1 | TC1           | Relleu - Penáguila | 22.79 km  | 16:13         | Pepe López       | 13:42.0 | Pepe López |
| Día 1 | TC2           | Benassau - Gorga   | 12.28 km  | 16:58         | Pepe López       | 7:31.6  | Pepe López |
| Día 1 | TC3           | Relleu - Penáguila | 22.79 km  | 20:04         | Alejandro Cachón | 13:41.2 | Pepe López |
| Día 1 | TC4           | Benassau - Gorga   | 12.28 km  | 20:49         | Alejandro Cachón | 7:29.9  | Pepe López |
| Día 2 |               |                    |           |               |                  |         | Pepe López |
| TC5   | Jalón         | 21.77 km           | 09:17     | Pepe López    | 13:23.8          |         | Pepe López |
| TC6   | Pego          | 10.37 km           | 10:27     | Pepe López    | 6:02.9           |         | Pepe López |
| TC7   | Coll de Rates | 19.56 km           | 11:15     | Efrén Llarena | 11:36.1          |         | Pepe López |
| TC8   | Jalón         | 21.77 km           | 14:54     | Pepe López    | 13:31.0          |         | Pepe López |
| TC9   | Pego          | 10.37 km           | 16:30     | Iván Ares     | 6:09.0           |         | Pepe López |

## Clasificación final
| Pos. | Piloto                    | Copiloto         | Automóvil              | Tiempo    | Diferencia |
| ---- | ------------------------- | ---------------- | ---------------------- | --------- | ---------- |
| 1.   | Pepe López                | Borja Rozada     | Hyundai i20 N Rally2   | 1:33:15.9 | 0.0        |
| 2.   | Efrén Llarena             | Sara Fernández   | Škoda Fabia Rally2 evo | 1:34:09.0 | +0:53.1    |
| 3.   | Alberto Monarri           | Adrián Pérez     | Škoda Fabia R5         | 1:35:06.2 | +1:50.3    |
| 4.   | José Luis Peláez          | Alberto Chamorro | Škoda Fabia R5         | 1:36:22.7 | +3:06.8    |
| 5.   | Alejandro Cachón          | «Jardín»         | Citroën C3 Rally2      | 1:36:39.1 | +3:23.2    |
| 6.   | Francisco Antonio Pacheco | Borja Odriozola  | Hyundai i20 N Rally2   | 1:40:50.4 | +7:34.5    |
| 7.   | Jorge Cagiao              | Amelia María     | Renault Clio Rally4    | 1:41:23.4 | +8:07.5    |
| 8.   | Toni Ariete               | Noemi Garrido    | Ford Fiesta Rally2     | 1:41:44.0 | +8:28.1    |
| 9.   | Francisco Javier Polidura | Javier Soto      | Ford Fiesta Rally2     | 1:43:13.6 | +9:57.7    |
| 10.  | Miguel García             | Osel Román       | Renault Clio Rally5    | 1:45:31.5 | +12:15.6   |